# Литвинский, Пётр Петрович
Пётр Петрович Литвинский (7 ноября 1927, Ленинград, СССР — 8 июля 2009, Москва, Российская Федерация) — советский и российский живописец, педагог, Заслуженный художник Российской Федерации, член Ленинградской организации Союза художников РСФСР.

## Биография
Пётр Петрович Литвинский родился 7 ноября 1927 года в Ленинграде. В 1948 году окончил Ленинградское художественно-педагогическое училище и в 1949 поступил на отделение живописи ЛИЖСА имени И. Е. Репина. Занимался у Петра Белоусова, Ивана Степашкина, Ивана Сорокина, Рудольфа Френца.
В 1955 году Пётр Литвинский окончил институт по мастерской Рудольфа Френца с присвоением квалификации художника живописи. Дипломная работа — картина «Евпатий Коловрат».
С 1952 года участвовал в выставках, экспонируя свои работы вместе с произведениями ведущих мастеров изобразительного искусства Ленинграда. Писал батальные, жанровые и исторические композиции, пейзажи, портреты, натюрморты. В 1960 году был принят в члены Ленинградской организации Союза художников РСФСР. Преподавал живопись и рисунок в Высшем художественно-промышленном училище имени В. И. Мухиной (1962—1979), в Российском государственном педагогическом университете имени А. И. Герцена (1979—1984), профессор в Московском государственном академическом художественном институте имени В. И. Сурикова (1984—1986), в Российской академии живописи, ваяния и зодчества в Москве (с 1987 года, проректор с 1989). В 1996 году был удостоен звания Заслуженный художник Российской Федерации.
Живописную манеру художника 1950—1960-х годов отличают энергичный мазок, насыщенный колорит, мастерское владение пленэром и искусная передача тональных отношений. В дальнейшем усиливается декоративность живописи, локальность цвета и конструктивная роль цветового пятна, обобщённость рисунка. Среди произведений, созданных Литвинским, картины «Туман» (1958), «Слушают Ленина» (1959), «Мама», «Нина» (обе 1960), «Весна в городе» (1961), «У Гостиного двора», «Дождь на Невском» (обе 1964), «У рояля» (1965), «Натюрморт» (1968), «Ледоход» (1969), «Новгородский дворик», «Новгород. Церковь Спаса на Ильине» (обе 1970), «Русские летописи» (1971), «Кировский завод» (1974), «Автопортрет» (1976), «Площадь Победы» (1977), «Жаркое лето» (1979), «Колокольчики», «Лесная земля» (обе 1985), «Куликовская битва» (триптих, 1976—1986), «Слово о Евпатии Коловрате» (1980—1986), «Над Невой» (триптих, 1986) и другие.
Скончался 8 июля 2009 года в Москве на 82-м году жизни.
Произведения П. П. Литвинского находятся в музеях и частных собраниях в России, Франции, Испании, Германии, США и других странах.

## Выставки
- 1958 год (Ленинград): Осенняя выставка произведений ленинградских художников.
- 1960 год (Ленинград): Выставка произведений ленинградских художников.
- 1960 год (Москва): Советская Россия. Республиканская художественная выставка.
- 1964 год (Ленинград): Ленинград. Зональная выставка.
- Февраль 1991 года (Париж): Выставка «Русские художники».
- Январь 1992 года (Париж): Выставка «Санкт-Петербургская школа».
- 1994 год (Санкт-Петербург): Этюд в творчестве ленинградских художников 1940—1980-х годов.
- 1995 год (Санкт-Петербург): Лирика в произведениях художников военного поколения. Живопись. Графика.
- 1996 год (Санкт-Петербург): Живопись 1940—1990-х годов. Ленинградская школа.
- 1997 год (Санкт-Петербург): Натюрморт в живописи 1950—1990-х годов. Ленинградская школа.